# Onderleider

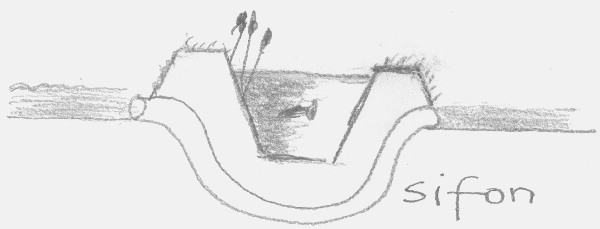
Een schets van een onderleider

Een onderleider, grondduiker of sifon (gewestelijk: grondpomp) is een duiker waarmee water van de ene waterloop (meestal) onder een ander water door loopt. Het onderscheid met een aquaduct is dat beide watergangen in de grond gelegen zijn.
Dit type duikers wordt bijvoorbeeld aangelegd als een gebied met eenzelfde peil wordt doorsneden door een watergang met een ander, afwijkend peil. Ook wordt dit soort constructies gemaakt om het water van de ene waterloop in het gebied vast te houden, bijvoorbeeld als het water van een beek van een betere samenstelling is dan het water van een kanaal.
Houten onderleiders of grondpompen waren al wijdverbreid in de 16e en 17e eeuw.
De constructie wordt meestal van beton gemaakt. Het kan over een constructie gaan van een meter in doorsnede en een lengte van vijftig meter. Van de zijkant gezien heeft deze duiker een U-vorm. Deze constructies zijn niet populair daar er makkelijk verstopping kan optreden, doordat zwaarder materiaal, dat met het water wordt meegevoerd, zich op het laagste punt in de duiker verzamelt. Ze zijn dan ook vaak aan de instroomzijde (en soms ook bij de uitstroom) voorzien van een krooshek.

## Enkele voorbeelden
Nederland

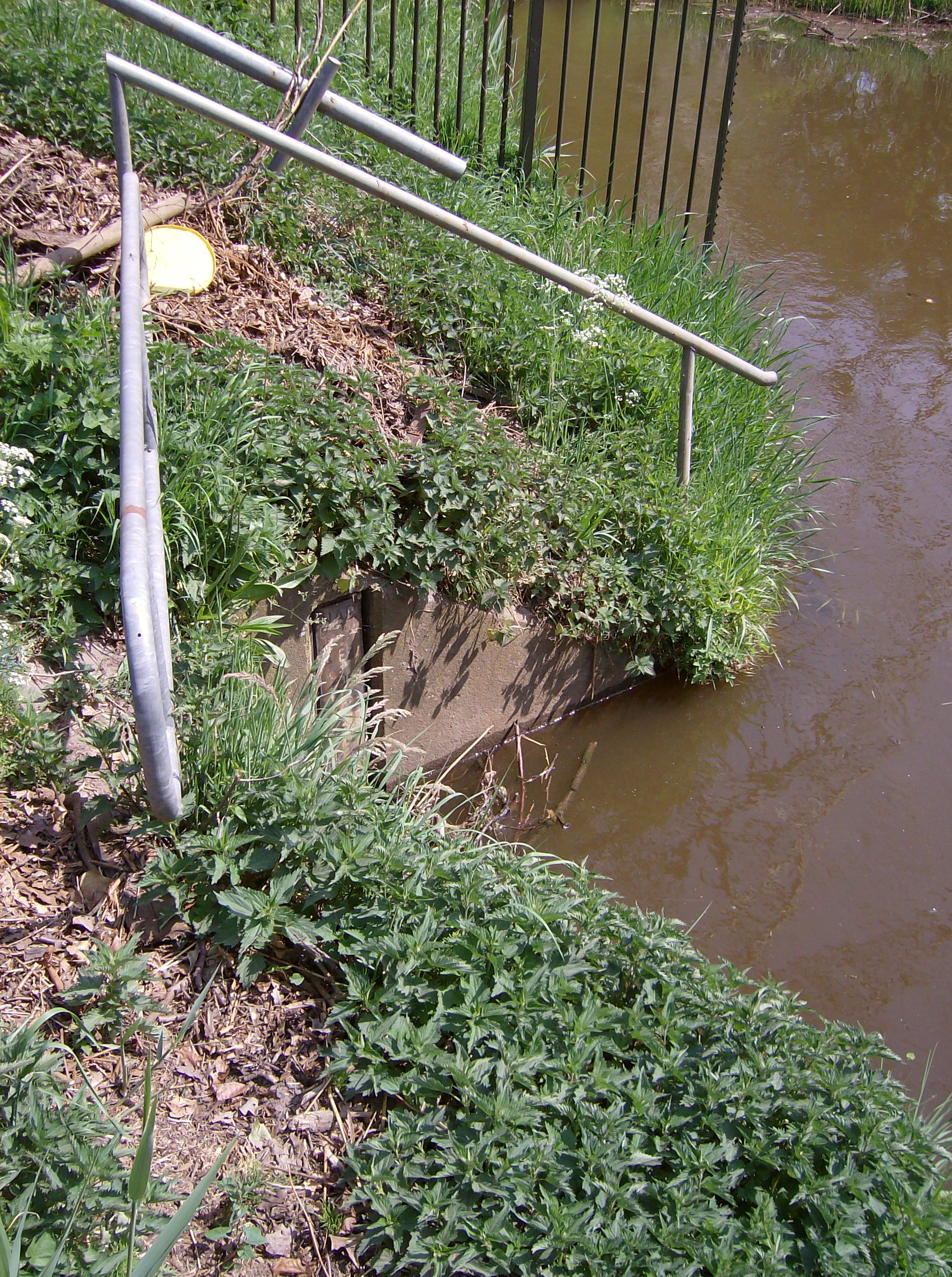
Onderleider Twickelervaart

- De Drentsche Aa onder het Noord-Willemskanaal tussen Paterswolde en Glimmen;
- De Roelinksbeek onder het Kanaal Almelo-Nordhorn;
- De Dinkel onder het Kanaal Almelo-Nordhorn tussen Denekamp en Tilligte;
- De Twickelervaart onder het Twentekanaal tussen Delden en Enter;
- De (Boven) Regge onder het Twentekanaal tussen Diepenheim en Goor;
- De Reest onder de Hoogeveense Vaart tussen Meppel en IJhorst;
- De Bornse Beek onder het Twentekanaal;
- De Diepenheimse Molenbeek onder het Twentekanaal tussen Goor en Diepenheim;
- De Schipbeek onder het Twentekanaal tussen Diepenheim en Markelo;
- De Oelerbeek onder het Twentekanaal tussen Hengelo (Ov.) en Beckum;
- De Tjonger of Kuinder (zelfde rivier) en Boven Tjonger onder de Opsterlandse Compagnonsvaart tussen Oosterwolde (Friesland) en Makkinga;
- De Linge onder het Amsterdam-Rijnkanaal tussen Tiel en Maurik;
- De Sifon van het Merwedekanaal, waar dit het Amsterdam-Rijnkanaal kruist;
- De onderleider (syphon) onder het Amsterdam-Rijnkanaal tussen het Lozingskanaal en het Buiten-IJ in Amsterdam;
- De molengang tussen molen 2 en 3 van de molenviergang in Aarlanderveen onder de Aarlanderveense Wetering.

België
- Het Schipdonkkanaal onder het kanaal Gent-Brugge;
- De Siphon of De Sifon te Damme aan de Damse Vaart;
- De Jeker onder het Albertkanaal tussen Kanne en Eben-Emael;
- De Zwarte Beek onder het Albertkanaal in Beringen;
- De Stiemerbeek onder het Albertkanaal bij de Sluis bij Diepenbeek;
- De Schijn onder het Albertkanaal tussen Schilde en Wommelgem;
- De Grote Nete en Kleine Nete onder het Netekanaal tussen Grobbendonk en Lier;
- De Barebeek onder het Kanaal Leuven-Dijle (sinds 1752) tussen Hofstade (Zemst) en Bonheiden;
- De Tangebeek onder het Zeekanaal Brussel-Schelde.